# Dorfkirche Dahlen (Altmark)

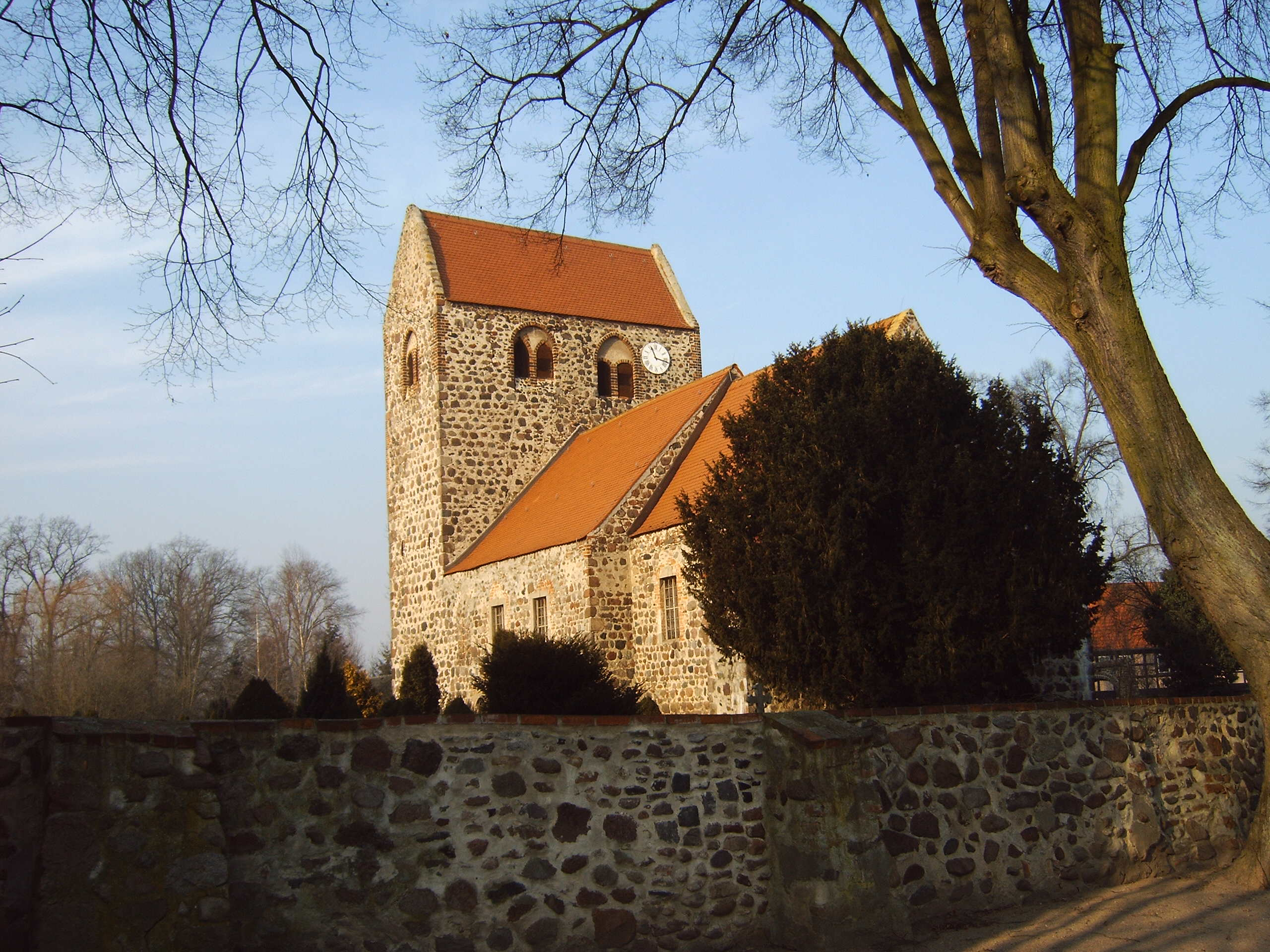
Dorfkirche Dahlen

Die Dorfkirche Dahlen (Altmark) ist die evangelische Kirche der Ortschaft Dahlen, einem Ortsteil von Stendal in Sachsen-Anhalt. Sie gehört zum Kirchenkreis Stendal der Evangelischen Kirche in Mitteldeutschland.
Die Kirche wurde am Ende des 12. Jahrhunderts aus Feldsteinen im Stil der Romanik errichtet. Umgeben sie von einem Kirchhof, der von einer Findlingsmauer mit zwei aus dem 16. Jahrhundert stammenden Backsteintoren eingefasst ist.

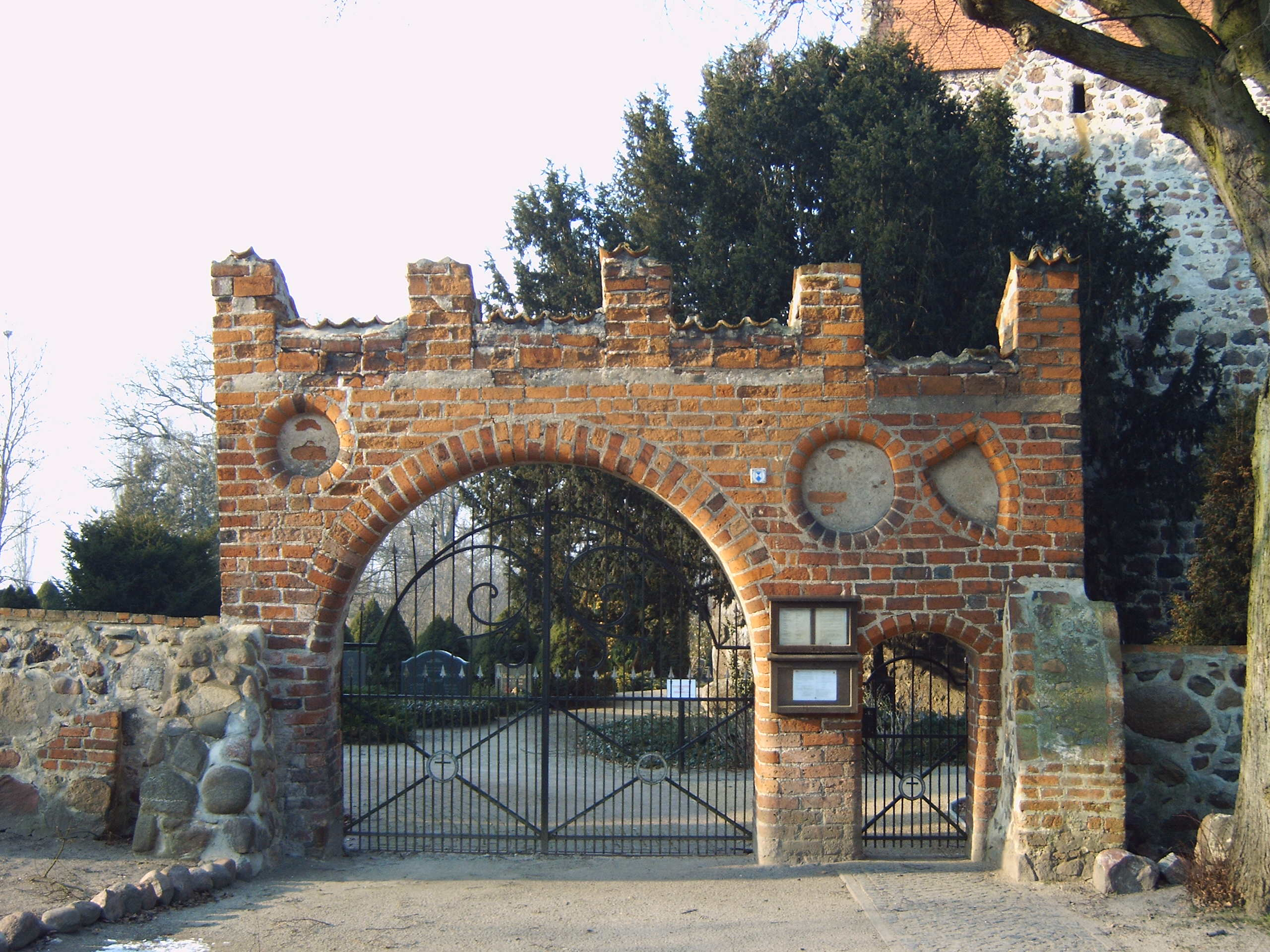
Tor zum Kirchhof

Wie die meisten mittelalterlichen Kirchen ist die Dahlener Dorfkirche geostet. Sie besteht aus einem leicht eingezogenen rechteckigen Chor, dem Schiff und einem dessen ganze Breite einnehmenden querrechteckigen Westturm mit quer zum Schiffsdach stehenden Satteldach.
Der Turm kann schon als Westbau oder Westriegel bezeichnet werden. Sein Glockengeschoss mit den in Backstein gefassten und zu Biforien gruppierten gotischen Schallöffnungen ist jünger als die übrige Kirche, möglicherweise erst Anfang des 16. Jahrhunderts aufgesetzt.
Im verputzten unterem Raum des Turms befinden sich mehrere Nischen, die auf eine ursprünglich sakrale Benutzung auch dieses Raums als Kapelle oder Sakristei hindeuten. Das Erdgeschoss des Kirchturms verfügt über ein Tonnengewölbe aus Backstein. Auf der Höhe der Empore befindet sich eine Tür die zu einer Treppe zum Obergeschoss führt. Die Treppe verläuft innerhalb des Mauerwerks. Turm und Schiff sind ebenerdig durch eine Flachbogentür verbunden.
Das Kirchenschiff und der Chor wurden später um etwa einen halben Meter erhöht. In den Jahren von 1728 bis 1738 wurde die Kirche umgebaut und ausgebessert. Aus dieser Zeit stammt auch das Kirchengestühl und der hölzerne Kanzelaltar. Die Fenster wurden im Stil des Barock verändert. Lediglich ein Fenster im Chor und eines über dem südlichen Eingang blieb im romanischen Stil erhalten. Am Chor wurden Stützpfeiler hinzugefügt. Im 19. Jahrhundert wurde eine Westempore und eine Orgel eingebaut. Ende des 19. Jahrhunderts erfolgte eine schablonenhafte Ausmalung des Kircheninneren.
Der Zugang zur Kirche erfolgt über zwei in Form von Rundbögen aus Granit gestaltete Portale. Am nördlichen Eingang ist noch eine alte Sperrbalkenverriegelung erhalten.
Vor der Kirche wurde später ein Kriegerdenkmal errichtet.